# 로베르토 크라베로
로베르토 크라베로(이탈리아어: Roberto Cravero, 1964년 1월 3일, 피에몬테 주 베나리아 레알레 ~)는 이탈리아의 전직 프로 축구 선수로, 현역 시절 수비수로 활약했다. 그는 주로 최후방 수비수를 맡았다.

## 클럽 경력
현역 시절, 그는 대부분 토리노(1981–1992, 1995–1998)에서 보냈고, 세리에 B의 체세나로 2년 임대되기도 했고(1983–1985), 훗날에는 라치오(1992–1995)에서도 활약했고, 라치오에서는 1994-95 시즌에 리그 준우승을 거두었다. 현역 시절 대부분, 그는 토리노의 주장으로서 1989-90 시즌 세리에 B를 우승해 세리에 A 승격을 이룩했고, 1991년 미트로파컵도 들어올렸다. 그는 1982년에 소속 구단의 코파 이탈리아 우승과 1991-92 시즌에 UEFA컵 결승 진출을 이룩하기도 했다. 그는 1998년에 세리에 B 무대에서 은퇴했다.

## 국가대표팀 경력
크라베로는 이탈리아 U-21 국가대표팀 일원으로 체사레 말디니 감독의 지도 하에 1986년 U-21 유럽 선수권 대회 준우승을 거두었다. 그러나, 그는 성인 국가대표팀 경기에 1번도 출전하지 못했지만, 아첼리오 비치니 감독의 지휘 하에 준결승에 진출한 유로 1988에서 이탈리아 국가대표팀 명단에 이름을 올렸다. 같은 해 열린 1988년 하계 올림픽에도 U-23 국가대표팀 일원으로 참가해 4위에 올랐는데, 이 대회에도 명단에 이름을 올렸다. 그는 U-23 국가대표팀 경기에 1987년부터 1988년까지 총 12번 출전했다.

## 수상
토리노
- 세리에 B: 1989–90
- 미트로파컵: 1991